# Барсийоннет
Барсийонне́т (фр. Barcillonnette, окс. Barciloneta de Vitròla) — коммуна во Франции, находится в регионе Прованс — Альпы — Лазурный Берег. Департамент коммуны — Верхние Альпы. Главный город кантона Барсийоннет. Округ коммуны — Гап.
Код INSEE коммуны — 05013.
Впервые упоминается в грамотах 1339 года (Barcelonia). Название Барсийоннет — уменьшительное от Барселона.

## Население
Население коммуны на 2008 год составляло 126 человек.
| 1962 | 1968 | 1975 | 1982 | 1990 | 1999 | 2008 |
| ---- | ---- | ---- | ---- | ---- | ---- | ---- |
| 75   | 88   | 88   | 83   | 102  | 104  | 126  |

## Экономика
В 2007 году среди 80 человек в трудоспособном возрасте (15—64 лет) 54 были экономически активными, 26 — неактивными (показатель активности — 67,5 %, в 1999 году было 71,4 %). Из 54 активных работали 48 человек (23 мужчины и 25 женщин), безработных было 6 (2 мужчин и 4 женщины). Среди 26 неактивных 3 человека были учениками или студентами, 17 — пенсионерами, 6 были неактивными по другим причинам.

## Достопримечательности
- Церковь XIX века
- Имение Пейсьер